# جورج ریچاردز
جرج هنری ریچاردز (انگلیسی: George Henry Richards؛ ۱۰ مه ۱۸۸۰ – ۱ نوامبر ۱۹۵۹) بازیکن فوتبال اهل انگلستان بود که سابقهٔ بازی در تیم ملی فوتبال انگلستان را در کارنامهٔ خود دارد. وی در تاریخ ۱ ژوئن ۱۹۰۹ تنها بازی ملی خود را در مقابل تیم ملی فوتبال اتریش انجام داد.

## افتخارات
دربی
- لیگ دسته دوم فوتبال انگلستان قهرمانی: ۱۹۱۱–۱۲
- جام حذفی فوتبال انگلستان فینالیست: ۱۹۰۳